# Hemistepta
Hemistepta là một chi thực vật có hoa trong họ Cúc (Asteraceae).

## Loài
Chi Hemistepta gồm các loài: